# 55-й піхотний Подільський полк

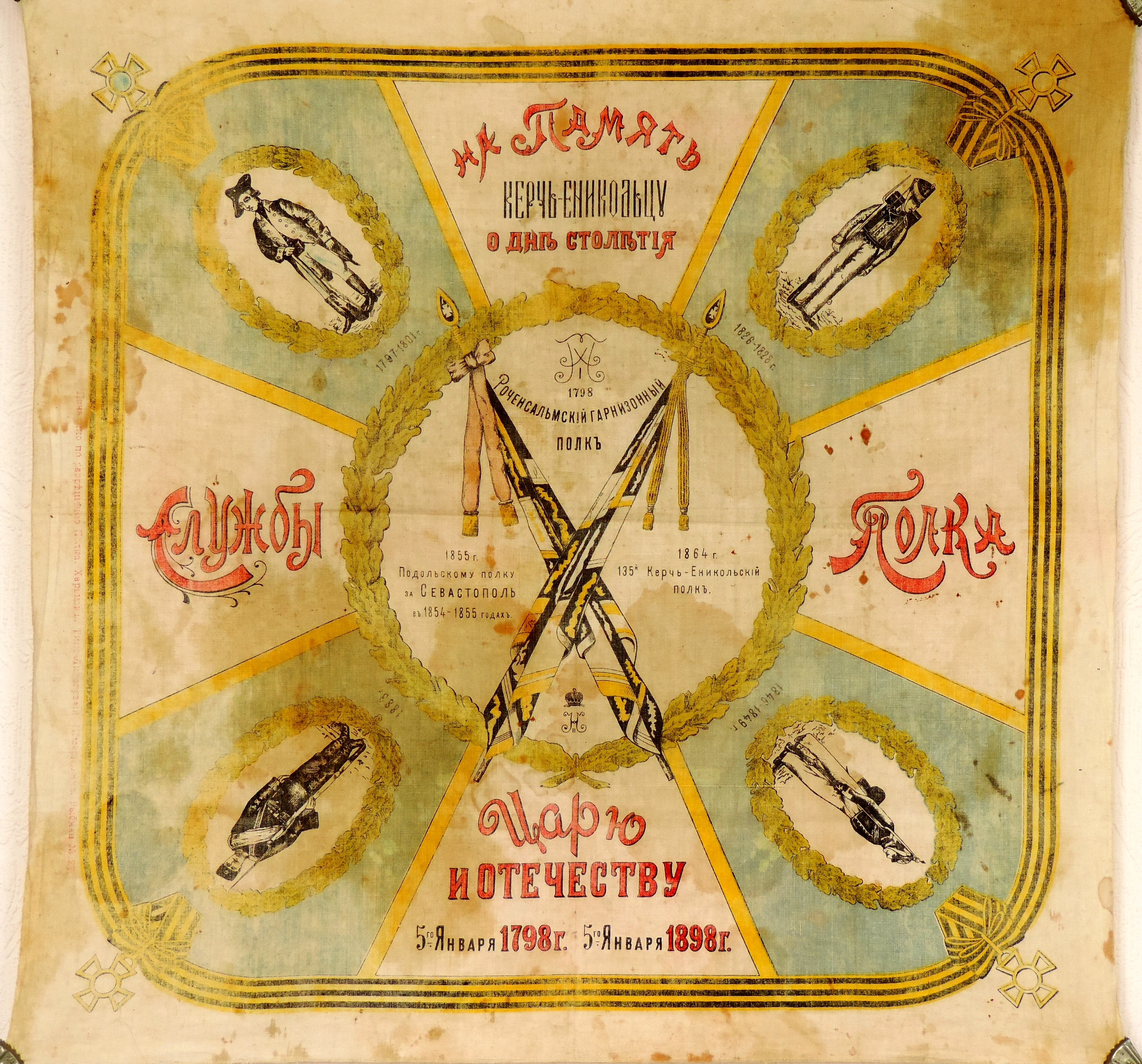
Штандарт до 100-річчя полку.

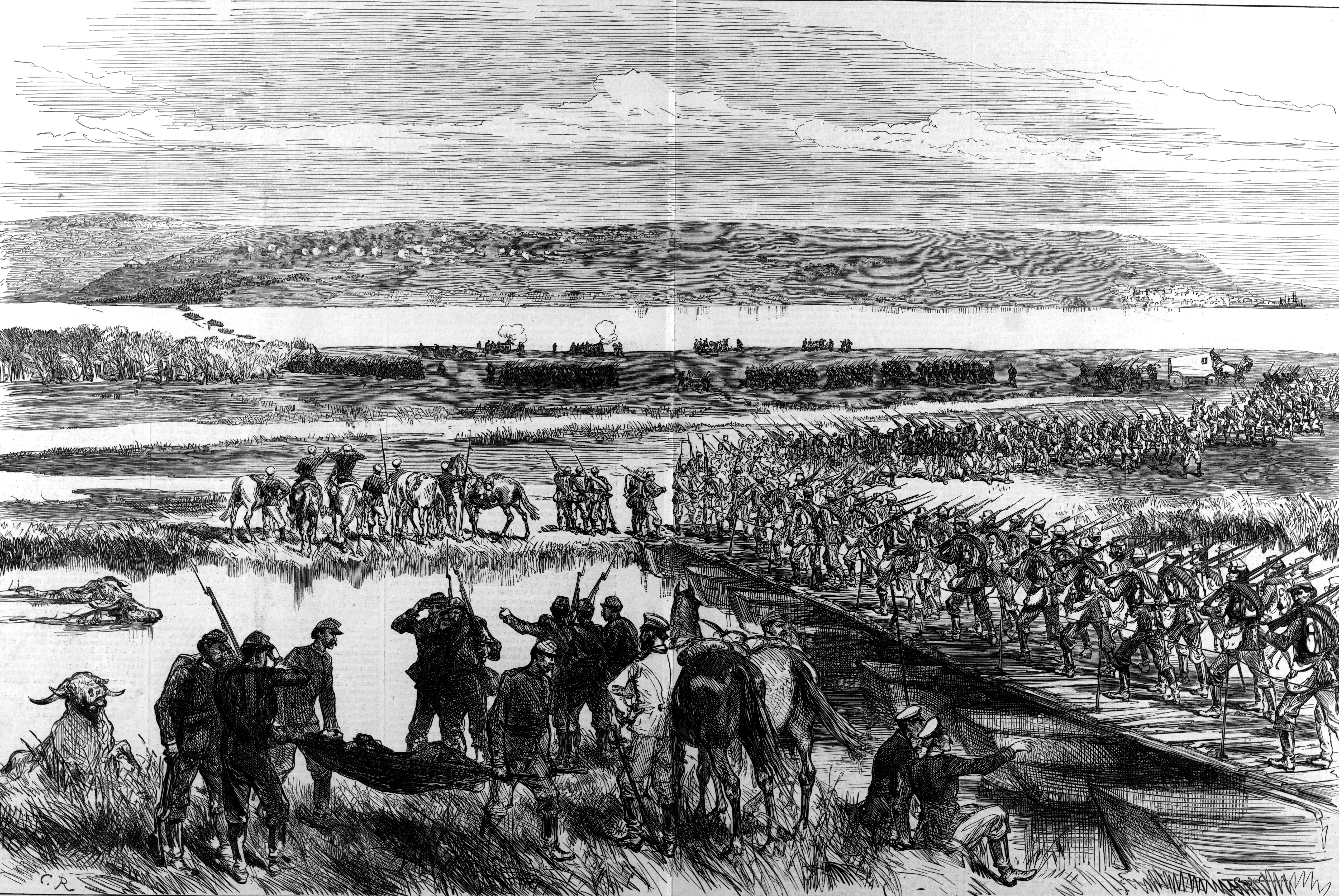
Комбінована переправа російських військ (в тому числі і Подільського полку) через Дунай у Зімнічу, Визвольна війна, на передньому плані бруківка і зліва (по річці) видно поромну переправу.

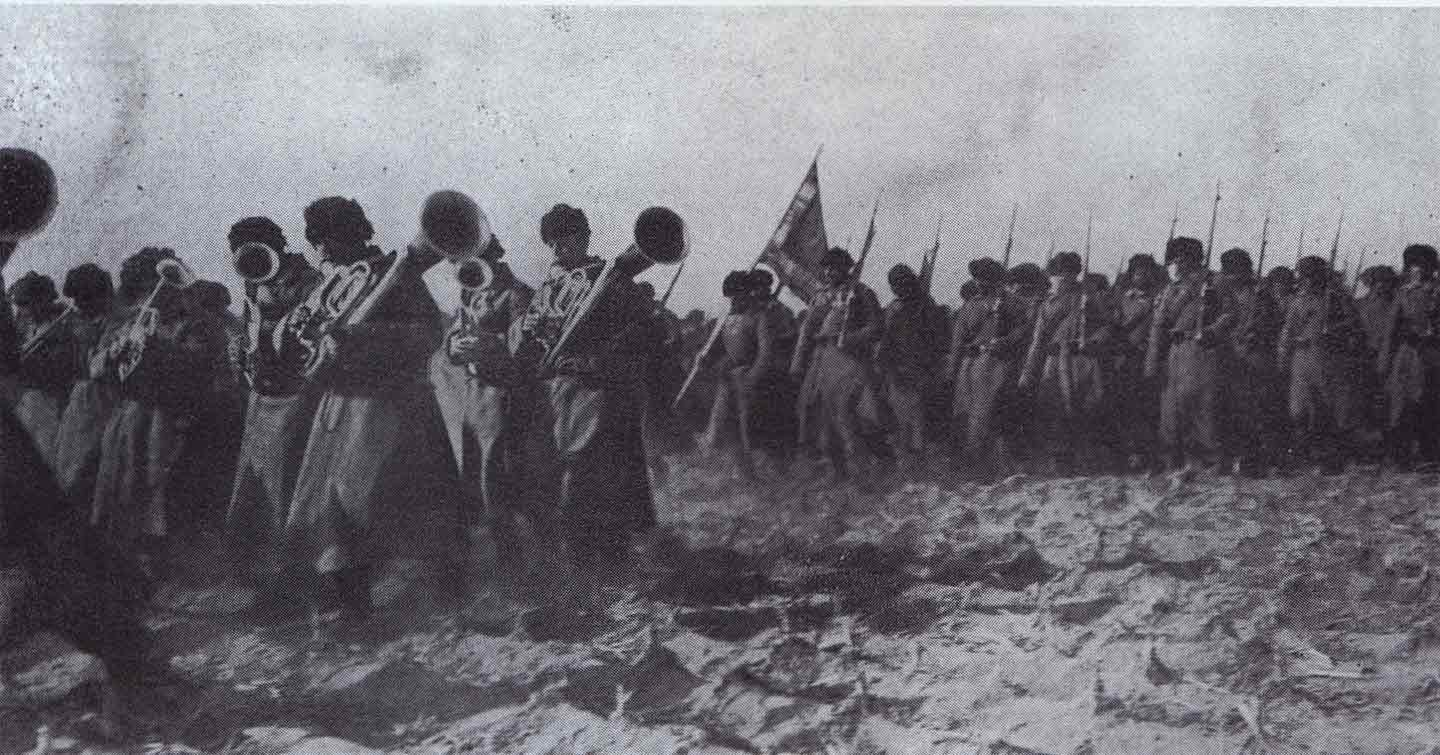
Подільці під Мукденом, на полях Маньчжурії, Японська війна.

55-й піхотний Подільський полк Російської імператорської армії — збройне формування (військова частина) піхоти Російської Імператорської армії, відоме боями з польськими повстанцями 1832, придушенням Угорської революції 1848, захопленням незалежних кавказьких князівств, боями за Силістру та кампанією у Болгарії 1878. Ліквідоване 1918 внаслідок масового дезертирства особового складу полку на румунському фронті І світової війни.
- Старшинство — 5 січня 1798.
- Полковий свято — 16 серпня.

## Історія полку
З 1803 в російській армії перебував Подільський мушкетерський полк, перейменований в 1810 на 36-й єгерський полк.

### Роченсальмський полк
Полк сформований в Роченсальмі 5 січня 1798 із трьох морських батальйонів Балтійського гребного флоту, у складі двох батальйонів, під назвою Гарнізонного генерал-майора Болотнікова полку.
31 березня 1801 полк р\отримав назву Роченсальмського гарнізонного полку і приведений до складу трьох батальйонів.
У 1808 Роченсальмський гарнізонний полк взяв участь в російсько-шведській війні, при облозі фортець Ловізи і Свартгольма.

### Подільський полк
17 січня 1811 із дев'яти рот Роченсальмського гарнізонного полку і трьох рот Тверського гарнізонного батальйону полковником Андрієм Масловим був сформований Подільський піхотний полк у складі трьох батальйонів.
Під час Французько-російської війни 1812 року перебували спершу у Фінляндії, в корпусі генерала Штейнгеля, а після першого бою у Полоцьку приєдналися до корпусу графа Вітґенштейна і брали участь в боях під Чашниками, у селі Храброва і під Смолянами.
З 5 лютого по 10 травня 1813 Подільський полк перебував в облозі Данциґа, а потім взяв участь у Лейпцизькій битві. 1814 полк браву участь у взятті Суассона, Ландрессі і в боях при Краоні і Лаоні.
Під час каральних акцій проти польського повстання 1830—1831 років солдати полку брали участь у боях у Добре, битві під Гороховом, у Вільхівському гаї, у Дембі-Вельке і при Ігані. У другу половину кампанії Подільський полк брав участь в експедиціях проти корпусів Дембінського і Раморіно.
14 лютого 1831 3-й батальйон полку був відрахований на формування Замосційського піхотного полку, замість нього з Бердянського піхотного полку в Подільський полк надійшов новий батальйон.
28 січня 1833 Подільський полк, після приєднання 2-го батальйону 50-го єгерського полку, названий Подільським єгерським і приведений до складу чотирьох діючих і двох резервних батальйонів.
У 1833 Подільський полк знаходився у поході до Молдавського князівства і Волощини, входячи до складу допоміжного корпусу, висланого на допомогу Туреччині проти єгипетського хедива.
8 квітня 1841 Подільський полк прибув на Кавказ і, розташувавшись на Лабинській лінії, взяв участь в декількох експедиціях проти абадзехів і шапсугів. У 1844 солдати полку були призначені на Лівий фланг Кавказької лінії і брали участь у взятті аулів Черкей, Цудікар і Тілітль.
20 лютого 1845 4-й батальйон був відрахований до складу військ Окремого Кавказького корпусу, 23 лютого до полку надійшов батальйон з Бородінського полку, однак 16 грудня Подільський полк виділив 4-й (колишній батальйон Бородінської полку) і 2-й батальйони на формування Самурского піхотного полку. У тому ж 1845 Подільський полк брав участь в даргінській експедиції.
Після повернення до Російської імперії в червні 1846 Подільський полк знову був приведений до чотирьохбатальйонного складу.
Під час придушення Угорського повстання 1848—1849 полк брав участь в штурмі укріпленої позиції в Тімішоарській ущелині і фортеці Брашов.
У Кримській війні полк перебував в облозі турецької фортеці Сілістри.
4 грудня 1853 через безстроково-відпускних були сформовані 5-й і 6-й резервні, а 10 березня 1854 року — 7-й і 8-й запасні батальйони. Після свого сформування 5-й і 6-й батальйони перебували в Одесі і витримали 10 квітня 1854 бомбардування англо-французьким флотом. З 20 квітня 1855 Подільський полк увійшов до складу гарнізону Севастополя, займаючи на південній стороні Ростилавський редут і люнет Бутакова. 9 і 10 травня Подільці прикривали будівництво контр-апрошів попереду 5-го бастіону, на Цвинтарній висоті і біля Карантинної бухти і витримали в ніч на 11 травня багнетний бій з французами. Взявши участь у відбитті штурмів 26 травня і 6 червня, полк захопив 5 липня 5-й бастіон і відбив 27 серпня останній штурм французів. За подвиги, вчинені під час облоги, 1-4-му батальйонам були подаровані 30 серпня 1856 Георгіївські прапори.
17 квітня 1856, після остаточного скасування єгерських полків, Подільський полк названий піхотним. Після закінчення Кримської війни 5, 6, 7 і 8-й батальйони були розформовані, 4-й батальйон зарахований до резервних військ і полк приведений до складу трьох батальйонів з трьома стрілецькими ротами.
У 1863 Подільський полк взяв участь у приборканні Польського повстання 1863 року в Подільській губернії і знаходився в сутичках з повстанцями. 6 квітня 1863 із 4-го резервного батальйону і безстроково-відпускних був сформований двухбатальонний Полоцький резервний піхотний полк.
25 березня 1864 Подільський полк отримав № 55.

### Російсько-турецька війна 1877—1878

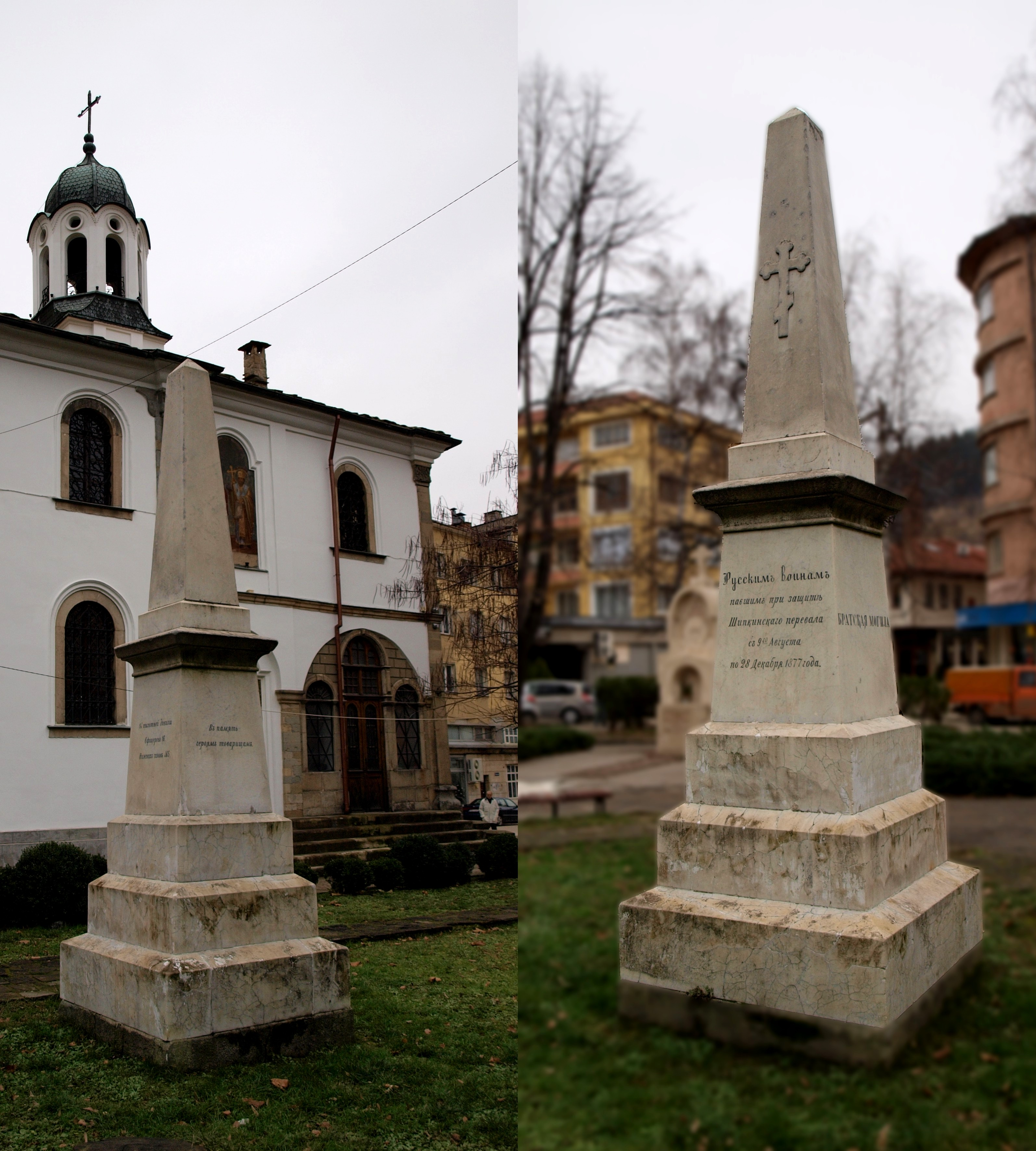
Братська могила 16 офіцерів і 465 нижніх чинів 14-ї піхотної дивізії, біля церкви «Успіння Святої Богородиці» в Габрово

Під час російсько-турецької війни (1877—1878) Подільський полк, здійснивши 15 червня 1877 переправу через Дунай у Зімнічу, зайняв після запеклого бою Свиштовські висоти.
12 серпня 1877 Подільці увійшли до складу Шипкінського загону і, перебуваючи беззмінно на позиції, утримували протягом 5 місяців перевал через Балкани. 13 серпня Подільський полк атакував противника, який зайняв Лісовий курган, і багнетами атакував урядові війська Османської імперії з траншей Лісової гори. Займаючи позиції на горі Св. Миколая, Подільці відбили штурм 5 вересня, а 28 грудня, під час розгрому турецької армії, атакували позицію турків з фронту і захопили два ряди ложементів. Подальші атаки головного укріплення велися по вузькому зледенілому шосе, шириною в 7 кроків, під убивчим вогнем противника і, не дивлячись на мужність всіх чинів, успіху не мали. Ці атаки, однак, утримали на фронті позиції 22 табору і поставили турків у безвихідне становище, що закінчилося взяттям в полон їхнього армії. Після кривавого бою 28 грудня в строю полку залишилося тільки 2 офіцери і 335 нижніх чинів; втрати склали 18 офіцерів і 1140 нижніх чинів.
За геройські дії під час війни 1877—1878 полку були подаровані 17 квітня 1878 Георгіївські труби.

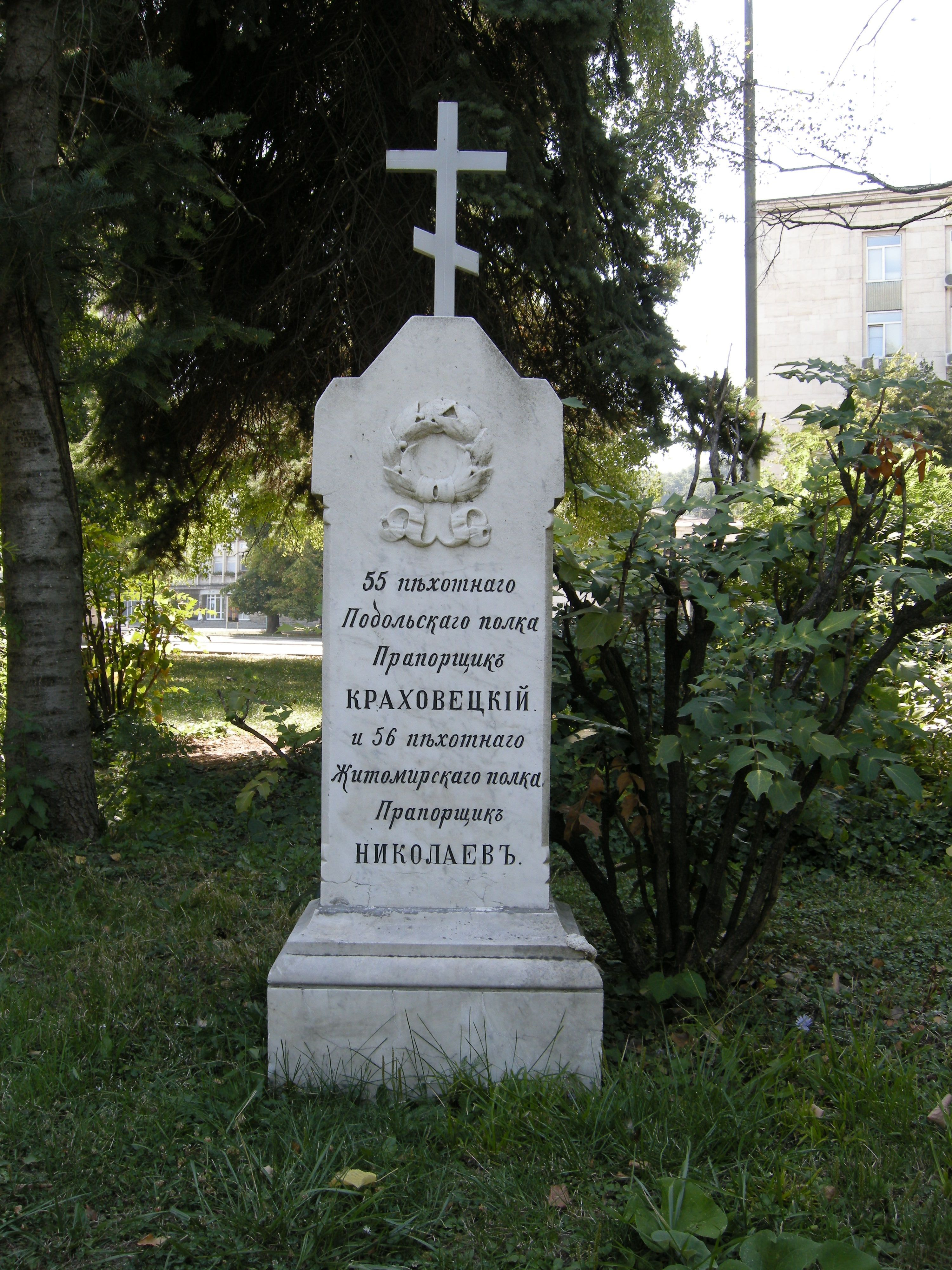
Пам'ятник прапорщикам Краховецькому і Миколаєву в Габрово

15 червня 1878 генерал-ад'ютант Ф. Ф. Радецький був призначений шефом полку і його ім'я приєднане до імені полку. 7 квітня 1879 був сформований 4-й батальйон.
5 січня 1898, в день столітнього ювілею, полку був подарований новий Георгіївський прапор. Нижнім чинам дарувався пам'ятний штандарт, з написом «На память керчь-еникольцу о дне столетия службы полка Царю и ОТЕЧЕСТВУ 5-го Января 1798 г. 5-го Января1898 г.»

### Російсько-японська війна
Під час російсько-японської війни Подільський полк був призначений до складу 2-ї Манчжурської армії і в листопаді 1904 захопив передові позиції на річці Шахе. З 12 по 15 січня полк брав участь в боях у Сандепу, причому 12 січня 1905 ним було взято в бою села Чжантань-Хенань, Вандіопа і Чанітао. Наступного дня Подільці атакували північну частину Сандепу і попри потужний вогонь противника, увірвалися в це село, зайнявши західну околицю.
З 16 по 25 лютого Подільський полк брав участь в Мукденській битві. 25 лютого, перебуваючи в ар'єргарді генерала Ганенфельда, Подільський полк вів нерівний бій з насідаючим на нього з усіх боків противником; до вечора велика частина офіцерів і нижніх чинів була поранена, але залишки полку, розстрілявши набої, продовжували вести бій, пробиваючись багнетами на північ. Три рази залишки полку ходили вночі в атаку і лише на світанку 26 лютого, оточені з усіх боків ворогом, були взяті в полон дрібними частинами. З усього полку до Теліна прибуло тільки дві роти, що були у прикритті 41-ї артилерійської бригади, і кінно-мисливської команди, висланої заздалегідь на північ із прапором. До 26 лютого полк втратив свого командира, полковника Васильєва, 5 офіцерів і 618 нижніх чинів убитими, 17 офіцерів і 1200 нижніх чинів полоненими, серед яких було 6 офіцерів і 715 нижніх чинів пораненими.
У перших числах березня з решти двох рот, з додаванням прибулих на укомплектування офіцерів і нижніх чинів, було сформовано ще 14 рот.

### Пам'ятник слави 55-го піхотного Подільського полку
Пам'ятник був відкритий 26 серпня (8 вересня) 1912 в Бендерах, в день сторіччя Бородінської битви, в пам'ять про полеглих у Французько-російській війні 1812 року воїнів 55-го піхотного Подільського полку. Спочатку розташовувався приблизно за 25 сажнів на північ від Олександро-Невської церкви, в центрі невеликого скверу. У першій половині 1960-х пам'ятник слави 55-го піхотного Подільського полку винесли за межі фортеці і встановили зверненим до її валів на вулиці Енгельса (нині — Паніна), де він розташовується і понині.

### Перша світова війна
У серпні 1914, з початком Першої світової війни, полк, у складі 14-ї піхотної дивізії, 8-ї армії, під командуванням генерала від кавалерії Корнілова взяв участь в Галич-Львівській операції в результаті якої під напором російських військ, австро-угорці були змушені відступити. У 1915 році Подільці вели запеклі бої в Галичині і Польщі, безпосередньо біля Перемишля. У березні 1916 полк взяв участь у Брусилівському прориві. Спочатку він діяв в напрямку Луцького прориву — вів бої в районі Терешів, Корита і Острожця.

#### Лютнева революція
Лютневу революцію 1917 року полк зустрів в Угорщині. У полку серед нижніх чинів і офіцерів почалися бродіння. 5 квітня 1917 року в полку був обраний перший офіцерський комітет. 27 квітня полк ухвалив рішення відсвяткувати 1 травня, як «Свято Свободи». 9 червня 1917 полковий комітет розглянув питання про роздачу подарунків, надісланих полку з міста Бендери. Зокрема було надіслано: 25 пудів сала, 30 пудів мила, 1 ящик сірників. Протокол підписав голова полкового комітету штабс-капітан Баранов (ЦГ ВІА СРСР, Ф.ВУА од. Хр.2669, оп.2, буд.3, л.31 і 93). В середині 1917 полк у складі 14-ї дивізії, 8-го корпусу, 4-й армії Румунського фронту продовжував дислокуватися в Угорщині. Полковий комітет ухвалив рішення заборонити поширення серед особового складу полку газет більшовицького (ленінського) спрямування.

### Після захоплення влади більшовиками
Жовтневий переворот 1917 року полк зустрів негативно. «Полковий комітет, ротні командири і командний склад Подільського полку одноголосно ухвалив підтримати загальноармійський комітет … і висловлює недовіру купці узурпаторів разом з Леніним і Троцьким на чолі». У грудні 1917 Подільський полк був виведений з румунського села Діордіо-Талдиєш у село Бистрогара. У полку різко впала дисципліна, з'явилися перші дезертири. Румунські війська почали захоплювати озброєння і майно деморалізованої російської армії. Станом на 1 січня 1918 госпчастина Подільського полку не змогла виплатити польові порційні і платню особовому складу. 9 січня 1918 Подільський полк у складі 14-ї дивізії почав відхід з Румунії в Бессарабію. Останній документ польової канцелярії полку датований 18 лютого 1918.
В архівних документах 14-ї дивізії ім'я Іллі Парфелюка згадується в списку особового складу Подільського полку, як зниклого безвісти в 1916, де його звання позначено як прапорщик. Про те, що полк в 1917 організовано перейшов на бік більшовиків, архівних документів не виявлено.

## Відзнаки полку
- Георгіївський прапор з написом «За Севастополь в 1854 і 1855 р.р.» і «1798-1898», з Олександрівською ювілейною стрічкою.
- Георгіївські труби з написом «За переправу через Дунай у Зімнічі 15 червня і за Шипку 1877».

## Знаки розрізнення
| Опис        | Знаки відмінності станом на 1904—1907 рр. | Знаки відмінності станом на 1904—1907 рр. | Знаки відмінності станом на 1904—1907 рр. | Знаки відмінності станом на 1904—1907 рр. | Знаки відмінності станом на 1904—1907 рр. | Знаки відмінності станом на 1904—1907 рр. | Знаки відмінності станом на 1904—1907 рр. | Знаки відмінності станом на 1904—1907 рр.                      |
| ----------- | ----------------------------------------- | ----------------------------------------- | ----------------------------------------- | ----------------------------------------- | ----------------------------------------- | ----------------------------------------- | ----------------------------------------- | -------------------------------------------------------------- |
| Погони      |                                           |                                           |                                           |                                           |                                           |                                           |                                           |                                                                |
| Класний чин | Полковник                                 | Підполковник                              | Капітан                                   | Штабс-капітан                             | поручик                                   | підпоручик                                | прапорщик                                 | Підпрапорщик </br> (вироблений </br> з старших унтер-офіцерів) |
| Група       | Штаб-офіцери                              | Штаб-офіцери                              | Обер-офіцери                              | Обер-офіцери                              | Обер-офіцери                              | Обер-офіцери                              | Обер-офіцери                              | Обер-офіцери                                                   |

## Церква полку
Похідна церква полку носила назву Спаса Нерукотворного. Власного стаціонарного храму полк не мав, поки не прибув на місце постійної дислокації в Бендери. У 1889, з ініціативи командира полку, на вул. Софіївській почалося будівництво такого храму, що було закінчене в 1899 році. Зі статистичного опису церков по військовому відомству по місту Бендери відомо, що «церква 55-го піхотного Подільського полку в честь Нерукотворного Образу Христа Спасителя була кам'яною будівлею, у вигляді хреста, місткістю 500 чоловік. Споруджена в 1899 році на приватні пожертви (близько 35 тисячі рублів). Святий престол церкви названий на славу благовірного великого князя Олександра Невського».

## Шефи полку
Шефи або почесні командири:

### Роченсальмський гарнізонний полк
- 02.01.1798 — 04.03.1800 — генерал-майор (з 20.03.1799 генерал-лейтенант) Олексій Болотніков
- 03.07.1801 — 29.12.1801 — генерал-лейтенант Олексій Болотніков
- 29.12.1801 — 04.09.1805 — генерал-майор Іван Сутгоф
- 04.09.1805 — 23.11.1809 — генерал-майор Костянтин Гавро
- 23.11.1809 — 17.01.1811 — полковник Олександр Зайцев

### Подільський полк
- 17.01.1811 — 01.09.1814 — полковник (з 27.05.1813 генерал-майор) Андрій Маслов
- 15.06.1878 — 12.01.1890 — генерал Федір Радецький

## Командири полку

### Роченсальмський гарнізонний полк
- 05.01.1798 — 09.04.1798 — полковник Олексій Демидов
- 02.07.1798 — 23.11.1798 — полковник фон Микола Бушен
- 27.03.1799 — 04.03.1800 — полковник Яків Фролов
- 03.07.1801 — 22.04.1802 — полковник Яків Фролов
- 01.07.1802 — 07.10.1802 — підполковник Віктор Тромбаро
- 04.11.1802 — 26.05.1807 — підполковник Вілім Карг

### Подільський полк
- 02.04.1811 — 10.03.1813 — майор (з 27.04.1812 підполковник) Мойсей Менделєєв (фактично до листопада 1812)
- 01.11.1812 — xx.05.1815 — майор Строльман
- 01.01.1816 — 30.08.1824 — полковник Карл Жерве
- 30.10.1824 — 06.12.1827 — полковник Антон Бріземан фон Неттінг
- хх.11.1830 — xx.03.1833 — полковник Трохим Максимов
- xx.03.1833 — xx.05.1840 — полковник Сахновський
- xx.05.1840 — 01.01.1845 — полковник (з 08.09.1843 генерал-майор) Володимир Потапчін
- 01.01.1845 — 29.06.1845 — полковник Яким Бублик
- 29.06.1845 — 11.08.1845 — майор Семен Пороховник
- 11.08.1845 — xx.xx.1849 — підполковник Голіков
- xx.xx.1849 — 11.03.1855 — полковник Іван Ловчев
- 11.03.1855 — 26.06.1855 — підполковник Ковальковський
- 26.06.1855 — ? — полковник Олексій Аленніков
- 27.06.1860 — 15.08.1864 — полковник Ілля Кузьмін
- xx.xx.1864 — xx.xx.1868 — полковник (з 4.10.1867 генерал-майор) Костянтин Будогоський
- 10.12.1873 — 14.02.1878 — полковник (з 5.09.1877 генерал-майор) Михайло Духонин
- 14.02.1878 — 10.08.1878 — полковник (з 22.07.1878 генерал-майор) Олексій Генгросс
- 10.08.1878 — ? — полковник Альбрехт
- 03.12.1879 — 20.03.1887 — полковник Троаде Шавров
- хх.хх.1887 — 09.02.1888 — полковник Володимир Соловйов
- 14.02.1888 — 04.12.1888 — полковник Дмитро Резвий
- 07.12.1888 — 26.02.1894 — полковник Олександр Яновський
- 03.03.1894 — 13.05.1898 — полковник Вікентій Сенніцький
- 28.05.1898 — 28.06.1899 — полковник Костянтин Смирнов
- 10.07.1899 — 16.07.1903 — полковник Іван Чутівський
- 16.08.1903 — 14.02.1904 — полковник Володимир Бобровський
- 07.03.1904 — 05.05.1905 — полковник Олександр Васильєв[7]
- 05.05.1905 —14.07.1910 — полковник Євгени Трегубов
- 10.08.1910 — 13.05.1914 — полковник Микола Яновський
- 13.05.1914 — 13.11.1914 — полковник Олександр Карташов[8]
- xx.xx.1914 — ? — полковник Чутковський
- 13.11.1914 — 02.01.1915 — полковник Володимир Шокоров
- 08.03.1915 — 12.08.1915 — полковник Андрій Григорович
- 12.08.1915 — 13.03.1917 — полковник Микола Зеленецький
- 31.03.1917 — 05.1917 — полковник Олександр Гепецький
- 05.1917 — 11.1917 — полковник Василь Цепушелов
- xx.10.1917 — 11.1917 — виборний командир Ісай Парфелюк
- 11.1917 — 1918 — виборний командир поручик Сак Азарх[9]

## Офіцери полку
- Сергій Борзяков — полковник (остання чверть XIX — до революції).
- Володимир Деревенко — полковий лікар під час Російсько-японської війни.
- Володимир Жолтенко — російський воєначальник, генерал-майор, учасник китайської кампанії 1900—1901, російсько-японської та Першої світової воєн, громадянської війни в Росії, білоемігрант.

## Відомі люди, що служили в полку
- капельмейстер Чернецький Ісаак Ісайович.
- прапорщик Петро Лещенко, румунський естрадний співак, служив в 1917.